# Заманлинский хребет
Заманлинский хребет (арм. Վահագնի լեռներ — Хребет Ваагни) — горный массив в Лорийской области Армении, северо-восточные отроги Базумского хребта, западнее одноименного села. Самая высокая вершина — гора Ташкесан, 2230 м, длина 13 км.